# Normandy Beach Race
 (décembre 2021).
Si vous disposez d'ouvrages ou d'articles de référence ou si vous connaissez des sites web de qualité traitant du thème abordé ici, merci de compléter l'article en donnant les références utiles à sa vérifiabilité et en les liant à la section « Notes et références ».
La Normandy Beach Race, ou NBR, est la première « Beach Race » vintage en France. Elle a lieu tous les ans en septembre depuis 2019, sur la plage de Riva-Bella à Ouistreham dans le Calvados. 

## Histoire
Les courses organisées sur les plages sont une discipline très ancienne des sports mécaniques. Apparues aux États-Unis, les plus célèbres ont lieu au début du XXe siècle. Des constructeurs et des compétiteurs ont alors l'idée de s’affronter sur ces étendues plates pour des courses (runs)  deux par deux.
À la fin de la Seconde Guerre mondiale, ces courses prennent de l'ampleur avec le retour des GI au pays. Ces derniers ont tellement vu d’atrocités qu’ils ont alors un besoin viscéral d’évasion. Parfois rejetés et souvent désœuvrés, c’est aussi en voulant conserver l’esprit fraternel de l’armée qu’ils commencent à se réunir en bande de motards avec les bikers, ou de voitures avec le mouvement hot rod. Une fois les engins montés, ils s’affrontent sur route ou sur les immenses plages, avec déjà les flag-girls pour donner le départ et la bise au vainqueur à la fin. Pour leurs motos, ils ont l’embarras du choix. Ils peuvent en effet se servir dans les innombrables surplus militaires qui regorgent de Harley-Davidson et d’Indian réformées qu'ils obtiennent pour une poignée de dollars. Il en va de même pour les voitures avec notamment les Ford de la fin des années 1940. Avec plus d'un million d'exemplaires produits, les Ford A, notamment les modèles 31 et 32, avec leurs moteurs V8, sont alors très nombreux à être proposés à la vente. Avec une cinquantaine de dollars, les vétérans trouvent facilement leur bonheur. Parmi eux, certains plus excentriques trouvent que ces voitures carrées ne sont pas assez aérodynamiques. D’anciens mécanos de l’US Air Force ont ainsi l’idée de recycler d’anciens réservoirs auxiliaires en aluminium provenant d’avions de la Seconde Guerre mondiale, pour les transformer en missiles roulants. Ces bolides improbables, se voient greffés d'un gros moteur, de quatre roues, et d'un volant. Ainsi est né le Belly Tank, littéralement le réservoir ventral. 
C'est à Daytona Beach en Floride, qu'est organisée la plus célèbre de ces courses. Il y a aussi des épreuves en France, notamment à La Baule  en 1919. Il en existe également une au Danemark depuis cent ans, sur l’île de Rømø. En Angleterre, à Pendine, un tel événement fait même partie de la culture locale. Avec The Race of Gentlemen (le TROG), des amateurs de vintage ont relancé cette pratique sur la côte-est des États-Unis, à Wildwood, ou encore à Pismo Beach en Californie en 2016.

## En France
En 2019, trois amis de la région parisienne, Thomas Hervé, Jean-Marc Lazzari et Marc Félix, qui sont des participants assidus à ce genre de courses sur plages en bordure de l'Atlantique et du Pacifique aux États-Unis, mais aussi en Angleterre et au Danemark, unissent leur passion et leur énergie pour organiser une épreuve de ce type dans l'Héxagone. Ils créent ainsi la Normandy Beach Race sur la plage de Riva-Bella à Ouistreham dans le Calvados, avec une piste aménagée sur la sable d'une longueur de 1/8e de mile, soit deux cents mètres, pour des voitures et des motos d'avant 1947. Chaque année, est réuni un plateau comme on en voit peu en France avec des hot rods mais aussi des véhicules plus exotiques comme les Belly Tanks. Les paddocks et le contrôle technique sont installés sur la place Albert Lemarignier. Les pilotes et les mécaniciens y préparent les autos et les motos devant le public qui peut ainsi admirer les machines de près. Les participants viennent de toute l’Europe : de Suède, des Pays-Bas, d'Allemagne et d'Angleterre. Les plus nombreux viennent d'outre-Manche. Après un premier briefing, tous le monde se rend sur la plage où d’autres paddocks les attendent sur le sable.
Après un second briefing et une reconnaissance de la piste de deux cents mètres, les premiers concurrents s’élancent à un contre un. Les flag girls et les commissaires de piste veillent au bon déroulement des runs qui ont lieu juste pour le plaisir, sans aucune compétition ni chronométrage. Les participants roulent contre qui ils veulent, voiture contre voiture ou moto contre moto, et la plupart des pilotes s’habillent comme à l’époque. L'ambiance est ponctuée par les grondements des moteurs V8 avec beaucoup de sable brassé.
Les runs débridés sur la plage en journée mais aussi en nocturne, réunissent aux alentours de quatre-vingts concurrents, la moitié à motos et l'autre en voitures, venues de plus d'une dizaine pays. Le constructeur de Milwaukee représente toujours une large part du plateau moto. Les Harley-Davidson WLA ou WLR se déplacent souvent en nombre pour faire vrombir rageusement leur V-twin. La concurrence n'est pas en reste pour faire le spectacle, avec des Indian, l'autre marque américaine emblématique, des Triumph, mais aussi des anciennes motos françaises avec des exemplaires produits par des constructeurs aujourd'hui disparus tels que Terrot, Monet-Goyon, Dollar et parfois même une Gillet Herstal, une machine belge. Sans oublier des BMW R5, une Puch S4, une Royal Enfield 350 « Bullet », une moto soviétique de 1942, l'Oural M72, qui viennent compléter le plateau. La plupart de ces motos ont le sélecteur et/ou l’accélérateur aux pieds et le levier de vitesse sur le réservoir.
À l’image des Harley chez les motos, le plateau des voitures est tous les ans dominé par Ford avec une bonne moitié des forces en présence. Tous les modèles d’avant-guerre du constructeur de Détroit sont à chaque fois représentés, que ce soient les T, les A, les 32 ou les 31. Parmi les autres constructeurs automobiles représentés, on retrouve régulièrement une Alvis TA14, une petite voiture anglaise, une Studebaker Rockne 10 de 1932, et des françaises. Ainsi, lors de l'édition de 2020, est venu à Riva Bella un hot rod sur base de Peugeot 201 « queue de castor » spécialement construit par l’animateur et historien automobile François Allain et son complice Nicolas Guenneteau, dont la préparation a d’ailleurs été montrée dans l'émission Vintage Mecanic sur TMC. Cette même année, la Renault Nervasport est également venue à Ouistreham en démonstration avec son V8 et sa grande longueur. Ce bolide au losange est connu des passionnés comme étant la voiture des records à Montlhéry, pour avoir parcouru 6 300 km en quarante-huit heures non-stop en 1933. Autre auto remarquable de l'édition 2020, une « antiquité » apportée par l'équipe de Renault Classic : la Primaquatre coupée restée pendant soixante-dix ans dans leurs réserves. Cette voiture a été redécouverte quelques jours avant la Normandy Beach Race. Avec quatre bougies et une batterie neuve, la vieille dame est repartie dans son « jus » de « sortie de grange », avec des jantes plus grandes à l’arrière, des pneus à flancs blancs et sans aucun pare-chocs.
En 2021, en plus d'accueillir la plupart des autos citées ci-dessus, la Normandy Beach Race a organisé, en partenariat avec Super VW Magazine (du groupe de presse Michel Hommell), un plateau thématique constitué d'une trentaine de Buggys Volkswagen afin de rendre hommage à son créateur Bruce Meyers, disparut en 2020, fondateur de Meyers Manx, le constructeur américain de buggys sur base de Coccinelle. Ces voitures de plage aux couleurs flashies ont eu le loisir de se mesurer sur la piste de sable en offrant le rugissement de leurs flat quatre au public venu en nombre. À noter également la présence lors de cette édition d'une Bugatti Type 51 venue d’outre-Manche. Les désormais traditionnels Belly Tanks n'ont pas été oubliés, avec notamment le projet français Golgoth propulsé par un gros V8, ou d'autres plus exotiques, uniquement propulsés par des hélices, façon ULM. Le plateau 2021 comportait également un certain nombre de bizarreries parmi lesquelles une Austin Seven, ou une Dodge « Baquet » de 1935 d’origine Argentine. Mais la palme en la matière revient à deux voitures venues des Pays-Bas, une Nash V16 de 1930 prénommée « Dutchie », et une Cadillac à moteur 16 cylindres, prénommée « Volpi ». Ces deux spécimens n’ont pas pris part aux runs mais étaient un vrai spectacle à elles seules. Enfin, une rare Chevrolet Monoposte de 1928 ne s'est faite remarquée que par le casque façon punk de sa conductrice.
En parallèle des courses, il y a également chaque année le Riva Bella Car Show, une exposition d'une centaine de voitures d’avant 1960 sur le front de mer, avec entre autres des voitures dans leur plus strict état d’origine, des hot rods de toutes marques et de toutes les couleurs, des Thunderbird et d'autres Ford, des Plymouth, des Edsel, des Chevrolet, des rares Hudson et de nombreux pick-ups qui exhibent leurs chromes rutilants et leurs formes sensuelles, ainsi que des concerts et un village marchand. Avec la Normandy Beach Race, le trio d’organisateurs veut ainsi faire connaitre une facette importante de la culture automobile américaine aux Français.